# Psiadiicola brevipennis
Psiadiicola brevipennis är en insektsart som beskrevs av  1978. Psiadiicola brevipennis ingår i släktet Psiadiicola och familjen Nogodinidae. Inga underarter finns listade i Catalogue of Life.